# Erythmelus psallidis
Erythmelus psallidis är en stekelart som beskrevs av Charles Joseph Gahan 1937. Erythmelus psallidis ingår i släktet Erythmelus och familjen dvärgsteklar. Inga underarter finns listade i Catalogue of Life.